# گروه ۱۱ جدول تناوبی
| گروه →                                                      | ۱۱     |
| ↓ دوره                                                      |        |
| ----------------------------------------------------------- | ------ |
| ۴                                                           | 29 Cu  |
| ۵                                                           | 47 Ag  |
| ۶                                                           | 79 Au  |
| ۷                                                           | 111 Rg |
| راهنما \| فلزات واسطه \| \| عنصر طبیعی \| \| عنصر مصنوعی \| |        |
| فلزات واسطه                                                 |        |
| عنصر طبیعی                                                  |        |
| عنصر مصنوعی                                                 |        |

یک عنصر گروه یازده به یکی از عناصر گروه یازدهم جدول تناوبی گفته می‌شود که شامل مس (Cu)، نقره (Ag)، طلا (Au) و رونتگنیوم (Rg) است. گروه یازده به نام گروه فلزات مسکوک شناخته می‌شود.
اوربیتال d لایه ظرفیت این عناصر پر و s آن نیمه پر است.
فلزات سکه یا فلزات مسکوک به گروهی از عناصر در جدول تناوبی گفته می‌شود که به دلیل استفاده تاریخی‌شان در ساخت سکه، به این نام شناخته می‌شوند. این گروه شامل سه عنصر مس (Cu)، نقره (Ag) و طلا (Au) است که همگی در گروه ۱۱ جدول تناوبی قرار دارند.
فلزات سکه به دلیل خواص منحصر به فردشان، در طول تاریخ نقش مهمی در اقتصاد و فرهنگ بشر ایفا کرده‌اند. اگرچه امروزه از مواد دیگری نیز برای ساخت سکه استفاده می‌شود، اما فلزات سکه همچنان به عنوان نمادی از ثروت و ارزش شناخته می‌شوند.

## علت نامگذاری
در پاسخ این سوال که چرا این فلزات به عنوان فلزات سکه شناخته می‌شوند باید به موارد زیر اشاره کرد:
- خواص فیزیکی مناسب: این فلزات دارای خواص فیزیکی ویژه‌ای هستند که آن‌ها را برای استفاده در سکه‌زنی ایده‌آل می‌کند. این خواص شامل چکش‌خواری، شکل‌پذیری، درخشندگی و مقاومت در برابر خوردگی است.
- کمیابی نسبی: کمیابی این فلزات باعث شده است که آن‌ها ارزش بالایی داشته باشند و به عنوان یک واحد مبادله مورد استفاده قرار گیرند.
- پایداری شیمیایی: این فلزات در برابر بسیاری از واکنش‌های شیمیایی مقاوم هستند و به همین دلیل، سکه‌هایی که از آن‌ها ساخته می‌شوند، در طول زمان ارزش خود را حفظ می‌کنند.

## ویژگی‌های مشترک فلزات سکه
- آرایش الکترونی مشابه: همه فلزات سکه دارای آرایش الکترونی لایه ظرفیت d10 s1 هستند.
- رسانایی الکتریکی و حرارتی بالا: این فلزات رسانای بسیار خوبی برای گرما و الکتریسیته هستند.
- چگالی بالا: این فلزات دارای چگالی بالایی هستند که به آن‌ها وزن و احساس سنگینی می‌دهد.

## کاربردهای فلزات سکه
علاوه بر استفاده در ساخت سکه، فلزات سکه کاربردهای دیگری نیز دارند، از جمله:
- صنعت الکترونیک: به دلیل رسانایی بالای آن‌ها در ساخت قطعات الکترونیکی مانند سیم‌ها و مدارهای چاپی استفاده می‌شوند.
- جواهرسازی: به دلیل درخشندگی و زیبایی آن‌ها در ساخت زیورآلات استفاده می‌شوند.
- صنعت شیمیایی: به عنوان کاتالیزور در برخی واکنش‌های شیمیایی استفاده می‌شوند.